# Nokia 1112
Il Nokia 1112 è un telefono cellulare GSM Nokia, commercializzato nel 2006. Era il cellulare più venduto del pianeta al 2020 con oltre 1000 milioni di esemplari. E facile da utilizzare, e particolarmente diffuso nei paesi in via di sviluppo.
Come cellulare dual band opera su reti GSM-900/1800 o GSM-850/1900. È provvisto di un display monocromatico con retroilluminazione bianca (già presente dal Nokia 2146i). Il software (monta Symbian OS S30) comprende un cronometro, una calcolatrice e supporta suonerie polifoniche. Nel 2007 il Nokia 1112 viene sostituito dal Nokia 1208.

## Caratteristiche tecniche
- Reti: DualBand GSM 900 - 1800 MHz
- Dimensioni: 104 x 44 x 17 millimetri
- Massa con batteria in dotazione: 80 grammi
- Anno di Uscita: 2006
- Batteria: Li-Ion 700 mAh (BL-5CA)
- Kit Acquisto: Batteria, manuale d'uso, caricabatteria da viaggio
- Autonomia in Standby: 380 ore
- Autonomia in Conversazione: 5 ore